# Kurt Reuber

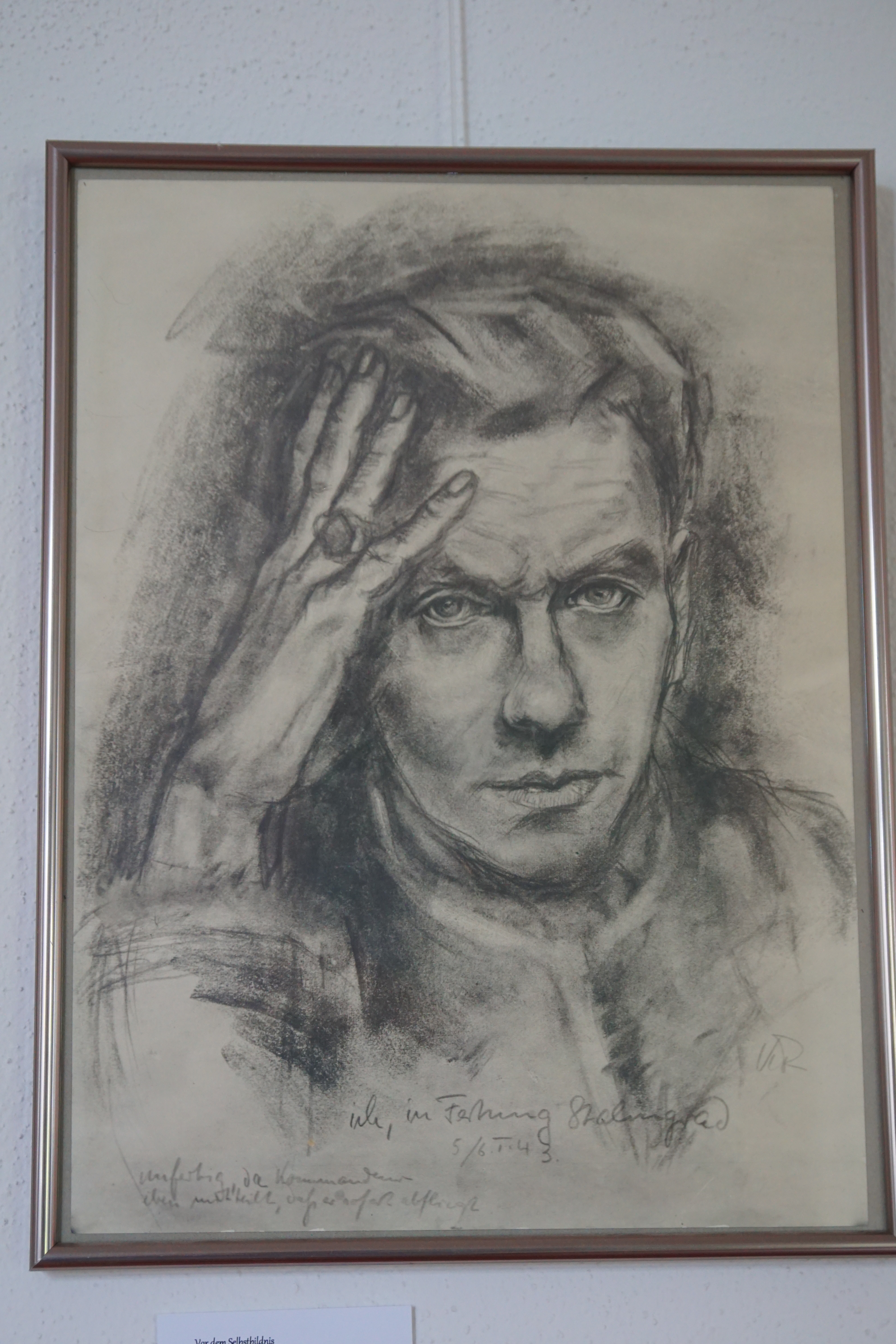
Das Selbstbildnis Reubers mit dem Titel „ich, in Festung Stalingrad“. Kohlezeichnung vom 5./6. Januar 1943.

Kurt Reuber (* 26. Mai 1906 in Kassel; † 20. Januar 1944 oder 21. April 1944 im Kriegsgefangenenlager Jelabuga) war ein deutscher Arzt, evangelischer Pfarrer und bildender Künstler, der durch die Stalingradmadonna bekannt wurde.

## Biographie

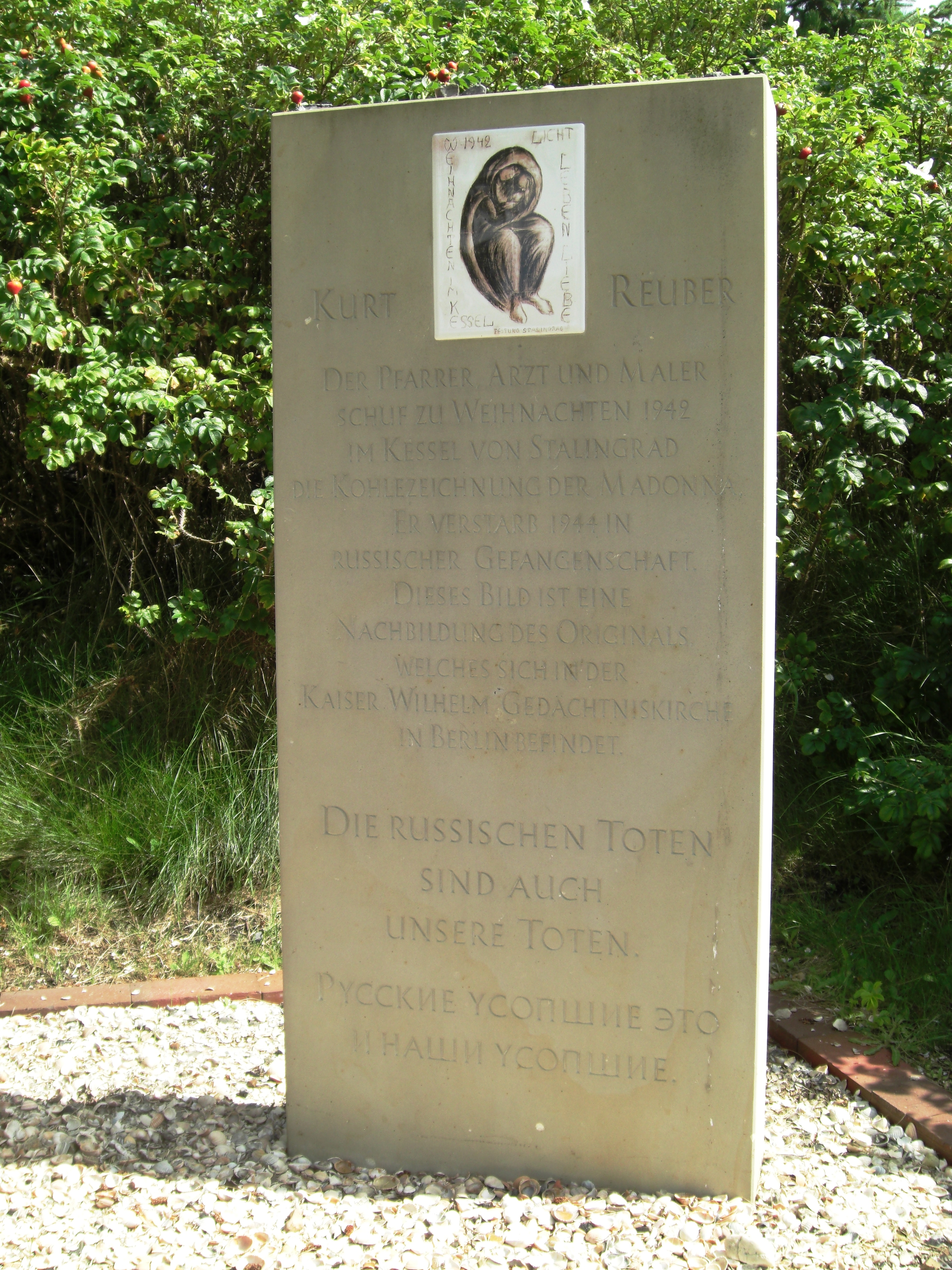
Gedenkstein für Kurt Reuber auf dem Friedhof der Insel Langeoog

Kurt Reuber wuchs in einem von pietistischer Frömmigkeit geprägten Elternhaus auf. Ab 1913 besuchte er die Bürgerschule, ab 1917 die Oberrealschule in Kassel. Er war Absolvent des Kasseler Gymnasiums Wesertor.

### Theologiestudium
Nach dem Abitur 1926 studierte er Theologie in Bethel, Tübingen und Marburg. Zu dieser Zeit besuchte er auch medizinische Vorlesungen und nahm Malunterricht. Eine frühe Begegnung mit Albert Schweitzer und eine daraus erwachsene Freundschaft waren wegweisend für sein Leben, durch das ihn auch stets die Malerei begleitete. An das Theologiestudium schloss sich 1930 die Vikariatszeit für ein Jahr im hessischen Zella-Loshausen (Schwalm) und von 1931 bis 1932 in Marburg an. Hier nahm er Kontakt zur Willingshäuser Malerkolonie auf und schuf erste Ölbilder. 1932 besuchte Reuber das Predigerseminar in Hofgeismar.
Im Jahre 1933 absolvierte Kurt Reuber sein zweites theologisches Examen und wurde bei Friedrich Heiler in Marburg mit einer Arbeit zum Thema Die Mystik in der Heiligungsfrömmigkeit der Gemeinschaftsbewegung zum Doktor der Theologie promoviert.

### Studium der Humanmedizin
Am 1. April desselben Jahres wurde er Pfarrer in Wichmannshausen im Kreis Eschwege (heute: Werra-Meißner-Kreis). Gleichzeitig nahm er ein Medizinstudium an der Universität Göttingen auf. Hier promovierte er im Jahre 1938 mit einer Arbeit zum Thema Die Ethik des heilenden Standes in den Ordnungen des hessischen Medizinalwesens von 1564 bis 1830 zum Doktor der Medizin. 1933 wurde er in die Michaelsbruderschaft aufgenommen.

### Zweiter Weltkrieg
Im Oktober 1939 erhielt Reuber die Einberufung zur Wehrmacht. Er nahm ab November 1942 als Truppenarzt an der Schlacht von Stalingrad teil. Er operierte zwölf Stunden am Tag. Zwei Tage vor Schließung des Kessels kehrte er vom Heimaturlaub zurück.
Im Januar 1943 geriet er in sowjetische Kriegsgefangenschaft und wurde ins Kriegsgefangenenlager für Offiziere Nr. 97 in Jelabuga (heute in Tatarstan) verbracht. Dort kümmerte er sich um seine Mitgefangenen.
Am 20. Januar 1944 oder am 21. April 1944 starb Kurt Reuber in Jelabuga an Fleckentyphus. Er wurde in einem Einzelgrab im Gefangenenlager Jelabuga beigesetzt. Am 17. Februar 1946 hielt der Pfarrer und Dichter Arno Pötzsch in der Dorfkirche zu Wichmannshausen die Trauerfeier. 1946 veröffentlichte Pötzsch einen apologetischen Gedichtband Die Madonna von Stalingrad mit Zeichnungen Reubers. Das führte dazu, dass Reuber in der deutschen Nachkriegsgesellschaft zu einem Märtyrer des Protestantismus verklärt wurde.

## „Stalingradmadonna“

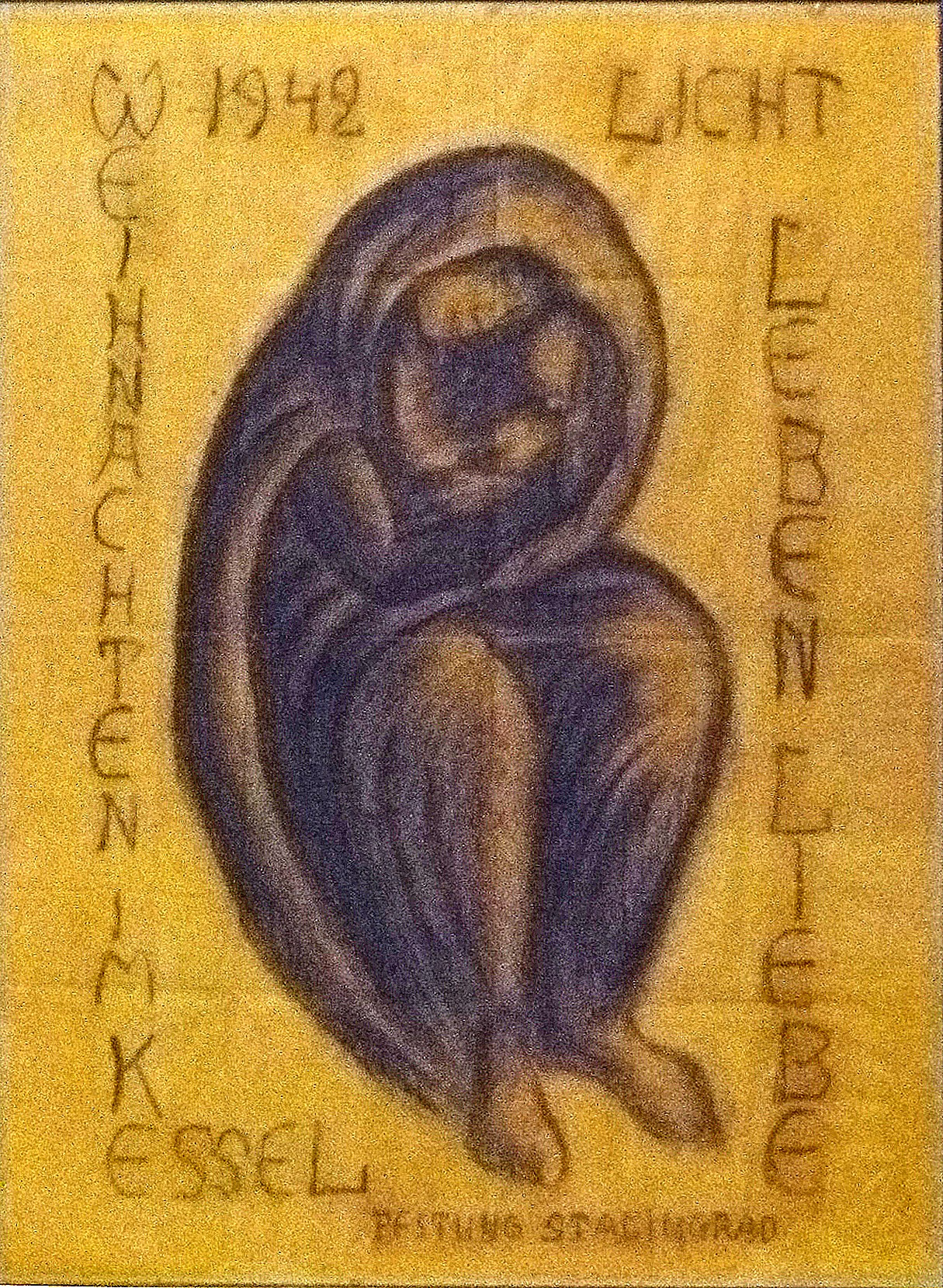
Stalingradmadonna von Kurt Reuber, 1942 im Kessel von Stalingrad

Zum Weihnachtsfest 1942, als die Rote Armee Stalingrad bereits über vier Wochen eingeschlossen hatte und die eingekesselten Soldaten gegen Kälte und Hunger um ihr Überleben kämpften, zeichnete Reuber für seine Kameraden mit Kohle auf die Rückseite einer russischen Landkarte die später berühmt gewordene Stalingradmadonna. In einem Bunker in Stalingrad beteten seine Kameraden Weihnachten 1942 vor diesem Bild der Mutter mit Kind. Die Stalingradmadonna, sein Selbstbildnis und etwa 150 weitere Porträts wurden von seinem Kommandeur mit der letzten Maschine aus dem Kessel von Stalingrad nach Deutschland gebracht.
Die Stalingradmadonna wurde zu einer Ikone der Nachkriegserinnerung an die Kriegsweihnachten in Stalingrad. Sie erlaubte die problematische nationalsozialistische Rolle der protestantischen Kirche in ein positiveres Licht zu rücken und gleichzeitig das populäre deutsche Bedürfnis nach Vergebung und Würdigung der erlittenen eigenen Opfer (Opfermythos) zu bedienen. Auf Initiative des Bundespräsidenten Karl Carstens wurde das Original der Madonna von Stalingrad am 26. August 1983 der Berliner Kaiser-Wilhelm-Gedächtniskirche übergeben, wo es heute in einer kleinen Nische zu sehen ist. Als Zeichen der Aussöhnung befindet sich dort auch eine Madonna mit Kind in Form einer Ikone, die von der Kirche in Wolgograd (das frühere Stalingrad) gestiftet wurde.

## Gefangenenmadonna
Zum Weihnachtsfest 1943 entstand im Kriegsgefangenenlager Jelabuga eine zweite Madonna von Kurt Reuber, die für die Lagerzeitung bestimmt war und die Ängste und geringen Hoffnungen der Lagerhaft widerspiegelte. Dieses später Gefangenenmadonna genannte Bild wurde 1946 von einem entlassenen Soldaten der Familie Reuber überbracht.

## Kopien der Stalingradmadonna zur Erinnerung

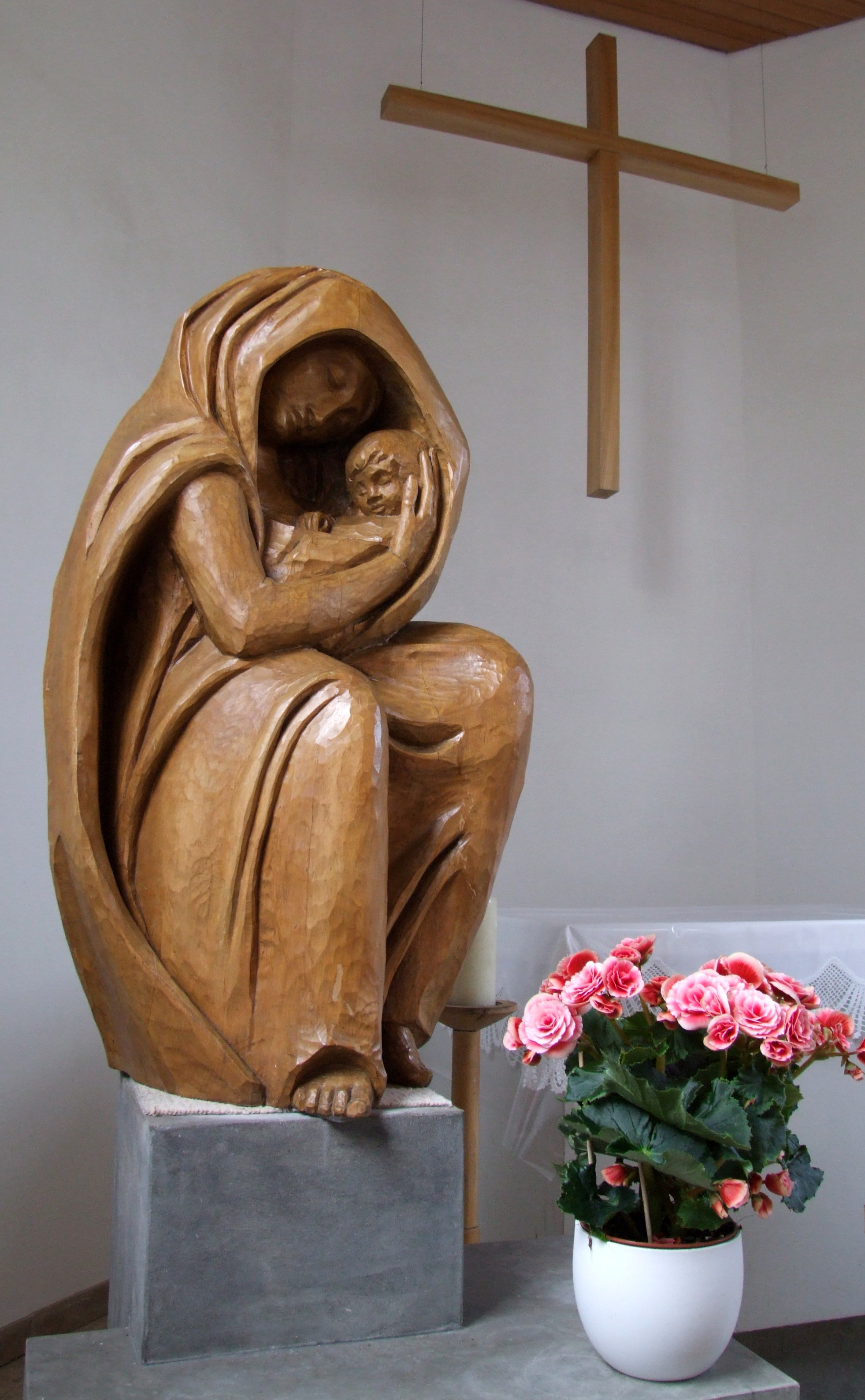
Reproduktion der Stalingradmadonna als Holzskulptur in der als Friedenkapelle geweihten Marienkapelle in Niedergailbach

Kopien des Madonnenbildes sind heute in zahlreichen Kirchen Deutschlands (bspw. der St.-Martins-Kirche in Wichmannshausen, wo Reuber Pfarrer war) und einigen Kirchen Europas (unter anderen in der von der deutschen Luftwaffe zerbombten Kathedrale von Coventry) als Zeichen der Versöhnung ausgestellt.